# Iosif Lereter
Iosif Lereter (* 23. Juli 1933 in Oțelu Roșu; † 26. Januar 2024) war ein rumänischer Fußballspieler und -trainer.

## Sportlicher Werdegang
Lereter begann seine Karriere bei Energia Oțelu Roșu, ehe er 1957 zu FC Politehnica Timișoara wechselte. Im Cupa României 1957/58 gewann er mit dem Klub, für den er zehn Jahre in Divizia A und Divizia B auflief, den Titel. Ab 1967 spielte er für UTA Arad und gewann bis zu seinem Karriereende 1972 zweimal den nationalen Meistertitel. 1965 kam er zu einem Länderspieleinsatz für Rumänien.
Nach seinem Karriereende war Lereter als Trainer für Constructorul Timișoara und UMT Timișoara tätig.